# Oreopsyche kahri
Oreopsyche kahri är en fjärilsart som beskrevs av Lederer 1857. Oreopsyche kahri ingår i släktet Oreopsyche och familjen säckspinnare. Inga underarter finns listade i Catalogue of Life.